# 青春愛消遣
《青春愛消遣》是一檔台灣的談話喜劇類Podcast節目，由消化餅與小部策畫、主持，節目以無厘頭的吐槽、好笑的閒聊風格為主，於2010年1月21日首集上線，開播至今為目前台灣目前現存播出時間最久的原生Podcast節目，也是台灣相當熱門的閒聊喜劇類Podcast。

## 主持人
兩位主持人為師大附中高中同班同學。

### 消化餅
- 目前為某明星高中英文教師。
- 據說是當屆國中基測新竹市榜首，志願填師大附中卻因聲音誤被記者以為是想上北一女。
- 綽號的由來只是因為國中時期很愛吃消化餅。

### 小部
- 熱愛吃美食，也因為父親的關係觀賞了許多爛片，有「爛片王」稱號。
- 高中時曾是班級的籃球代表，也是英文話劇比賽編劇。
- 從2012年四月開始就讀早稻田大學(節目也因此首見以越洋連線方式錄製)，於2013年七月學成歸國。

## 青春愛消遣大事記
- 2010年1月17日節目開播，首集出現節目唯一只做一次的單元「賓果多」。
- 2013年獲選iTunes Podcast台灣Podcast "Best of 2013"肯定。
- 2014年10月，廣播節目青春點點點主持人吳瑪麗無意間發現青春愛消遣，並在節目上播放[5]，男主持歐馬克也於2015年2月上節目當特別來賓。[6]
- 2019年9月，青春愛消遣開始進行Patreon網站訂閱募資，[7]為喜劇類Podcast首開先例進行訂閱制會員。
- 2019年12月，受關鍵評論網邀約，以「十年長青樹的警世通言」為主題進行講座分享。[8]
- 2020年2月2日，舉辦Podcast圈第一場演唱會「青春愛消遣十周年演唱會」，與聽眾見面同樂。[9]
- 2022年8月，主持人小部出版首本詩集「俏皮話」。
- 2024年12月，主持人消化餅出版首本散文集「人生低谷觀光指南」。[10]